# Holly Hill (Florida)
Holly Hill es una ciudad ubicada en el condado de Volusia en el estado estadounidense de Florida. En el Censo de 2010 tenía una población de 11.659 habitantes y una densidad poblacional de 984,81 personas por km².

## Geografía
Holly Hill se encuentra ubicada en las coordenadas 29°14′44″N 81°2′49″O / 29.24556, -81.04694. Según la Oficina del Censo de los Estados Unidos, Holly Hill tiene una superficie total de 11.84 km², de la cual 10.18 km² corresponden a tierra firme y (14%) 1.66 km² es agua.

## Demografía
Según el censo de 2010, había 11.659 personas residiendo en Holly Hill. La densidad de población era de 984,81 hab./km². De los 11.659 habitantes, Holly Hill estaba compuesto por el 78.51% blancos, el 15.19% eran afroamericanos, el 0.53% eran amerindios, el 0.93% eran asiáticos, el 0.03% eran isleños del Pacífico, el 2.13% eran de otras razas y el 2.68% pertenecían a dos o más razas. Del total de la población el 6.76% eran hispanos o latinos de cualquier raza.